# Rabah Aboud
Pour les articles homonymes, voir Aboud (homonymie).
Rabah Aboud (arabe : رابح عبود ; né le 1er janvier 1981 à Tissemsilt) est un athlète algérien spécialiste des courses de fond.

## Biographie
Il remporte la médaille d'or sur 5 000 m lors des Jeux méditerranéens 2013 à Mersin.

## Palmarès
| Date | Compétition              | Lieu      | Résultat | Épreuve | Temps          |
| ---- | ------------------------ | --------- | -------- | ------- | -------------- |
| 2007 | Jeux mondiaux militaires | Hyderabad | 3e       | 5 000 m | 13 min 53 s 74 |
| 2013 | Jeux méditerranéens      | Mersin    | 1er      | 5 000 m | 13 min 38 s 01 |